# That don't impress me much
That don't impress me much is een single van Shania Twain. Het is een van de vele singles die afkomstig zijn van haar album Come on over. Het lied is geschreven door Twain samen met haar toenmalige echtgenoot en tevens muziekproducent Mutt Lange. Twain zorgde voor de countrystem, Mutt voor de rock. Het muziekblad Billboard vond de mix niet erg overtuigend.

## Videoclip
De bijbehorende videoclip is opgenomen in de Mojavewoestijn bij het opgedroogde El Mirage Lake en Barstow, Californië. In de clip van Paul Boyd staat een opvallend bleke Twain te liften. In haar luipaardprinten pak slaat ze echter alle aanbiedingen af. Daarbij is haar decolleté in het ene shot wel zichtbaar en in het volgende weer niet.

## Hitnotering
Het publiek was het niet eens met de mening van Billboard. In de hitlijst van datzelfde blad stond het 28 weken genoteerd met een 7e plaats als hoogste notering. Ook in andere landen werden hoge verkoopcijfers gehaald. In Engeland haalde ze de 3e plaats in 21 weken notering. In beide Nederlandse hitlijsten werd ze van de eerste plaats gehouden door Britney Spears met Sometimes.

### Nederlandse Top 40
Voordat het de lijst betrad was het eerste alarmschijf
| Positie: | 21 | 7 | 5 | 4 | 2 | 2 | 5 | 6 | 7 | 10 | 12 | 13 | 17 | 25 | 29 | uit |

### NederlandseSingle Top 100
| Hitnotering: 01-05-1999 t/m 08-10-1999 | Hitnotering: 01-05-1999 t/m 08-10-1999 | Hitnotering: 01-05-1999 t/m 08-10-1999 | Hitnotering: 01-05-1999 t/m 08-10-1999 | Hitnotering: 01-05-1999 t/m 08-10-1999 | Hitnotering: 01-05-1999 t/m 08-10-1999 | Hitnotering: 01-05-1999 t/m 08-10-1999 | Hitnotering: 01-05-1999 t/m 08-10-1999 | Hitnotering: 01-05-1999 t/m 08-10-1999 | Hitnotering: 01-05-1999 t/m 08-10-1999 | Hitnotering: 01-05-1999 t/m 08-10-1999 | Hitnotering: 01-05-1999 t/m 08-10-1999 | Hitnotering: 01-05-1999 t/m 08-10-1999 | Hitnotering: 01-05-1999 t/m 08-10-1999 | Hitnotering: 01-05-1999 t/m 08-10-1999 | Hitnotering: 01-05-1999 t/m 08-10-1999 | Hitnotering: 01-05-1999 t/m 08-10-1999 | Hitnotering: 01-05-1999 t/m 08-10-1999 | Hitnotering: 01-05-1999 t/m 08-10-1999 | Hitnotering: 01-05-1999 t/m 08-10-1999 | Hitnotering: 01-05-1999 t/m 08-10-1999 | Hitnotering: 01-05-1999 t/m 08-10-1999 | Hitnotering: 01-05-1999 t/m 08-10-1999 | Hitnotering: 01-05-1999 t/m 08-10-1999 | Hitnotering: 01-05-1999 t/m 08-10-1999 |
| Week:                                  | 1                                      | 2                                      | 3                                      | 4                                      | 5                                      | 6                                      | 7                                      | 8                                      | 9                                      | 10                                     | 11                                     | 12                                     | 13                                     | 14                                     | 15                                     | 16                                     | 17                                     | 18                                     | 19                                     | 20                                     | 21                                     | 22                                     | 23                                     |                                        |
| -------------------------------------- | -------------------------------------- | -------------------------------------- | -------------------------------------- | -------------------------------------- | -------------------------------------- | -------------------------------------- | -------------------------------------- | -------------------------------------- | -------------------------------------- | -------------------------------------- | -------------------------------------- | -------------------------------------- | -------------------------------------- | -------------------------------------- | -------------------------------------- | -------------------------------------- | -------------------------------------- | -------------------------------------- | -------------------------------------- | -------------------------------------- | -------------------------------------- | -------------------------------------- | -------------------------------------- | -------------------------------------- |
| Positie:                               | 97                                     | 86                                     | 78                                     | 61                                     | 33                                     | 15                                     | 8                                      | 5                                      | 4                                      | 2                                      | 4                                      | 6                                      | 9                                      | 14                                     | 16                                     | 22                                     | 23                                     | 30                                     | 37                                     | 43                                     | 54                                     | 68                                     | 77                                     | uit                                    |

### BelgischeBRT Top 30
| Positie: | 29 | 20 | 15 | 7 | 1 | 1 | 1 | 2 | 2 | 3 | 6 | 7 | 12 | 18 | 20 | 22 | uit |

### VlaamseUltratop 50
| Hitnotering: 08-05-1999 t/m 17-09-1999 | Hitnotering: 08-05-1999 t/m 17-09-1999 | Hitnotering: 08-05-1999 t/m 17-09-1999 | Hitnotering: 08-05-1999 t/m 17-09-1999 | Hitnotering: 08-05-1999 t/m 17-09-1999 | Hitnotering: 08-05-1999 t/m 17-09-1999 | Hitnotering: 08-05-1999 t/m 17-09-1999 | Hitnotering: 08-05-1999 t/m 17-09-1999 | Hitnotering: 08-05-1999 t/m 17-09-1999 | Hitnotering: 08-05-1999 t/m 17-09-1999 | Hitnotering: 08-05-1999 t/m 17-09-1999 | Hitnotering: 08-05-1999 t/m 17-09-1999 | Hitnotering: 08-05-1999 t/m 17-09-1999 | Hitnotering: 08-05-1999 t/m 17-09-1999 | Hitnotering: 08-05-1999 t/m 17-09-1999 | Hitnotering: 08-05-1999 t/m 17-09-1999 | Hitnotering: 08-05-1999 t/m 17-09-1999 | Hitnotering: 08-05-1999 t/m 17-09-1999 | Hitnotering: 08-05-1999 t/m 17-09-1999 | Hitnotering: 08-05-1999 t/m 17-09-1999 | Hitnotering: 08-05-1999 t/m 17-09-1999 |
| Week:                                  | 1                                      | 2                                      | 3                                      | 4                                      | 5                                      | 6                                      | 7                                      | 8                                      | 9                                      | 10                                     | 11                                     | 12                                     | 13                                     | 14                                     | 15                                     | 16                                     | 17                                     | 18                                     | 19                                     | uit                                    |
| -------------------------------------- | -------------------------------------- | -------------------------------------- | -------------------------------------- | -------------------------------------- | -------------------------------------- | -------------------------------------- | -------------------------------------- | -------------------------------------- | -------------------------------------- | -------------------------------------- | -------------------------------------- | -------------------------------------- | -------------------------------------- | -------------------------------------- | -------------------------------------- | -------------------------------------- | -------------------------------------- | -------------------------------------- | -------------------------------------- | -------------------------------------- |
| Positie:                               | 56                                     | 28                                     | 20                                     | 15                                     | 7                                      | 1                                      | 1                                      | 1                                      | 2                                      | 2                                      | 3                                      | 6                                      | 7                                      | 12                                     | 18                                     | 20                                     | 22                                     | 31                                     | 47                                     | uit                                    |

### NPO Radio 2 Top 2000
That Don't Impress Me Much stond alleen in 2006 in de NPO Radio 2 Top 2000, op plek 1948.